# Monoblastus clauseni
Monoblastus clauseni là một loài tò vò trong họ Ichneumonidae.